# Amelia (medicina)
Con il termine medico di amelìa si indica l'agenesia di uno o più arti. Amelìa è il termine originale che può essere modificato a seconda del numero degli arti mancanti (ad esempio la tetramelia è la mancanza di tutti e quattro gli arti).

## Etimologia
La parola deriva dal greco "a" (senza) e "μέλος" (arto).

## Epidemiologia
Alcuni studi hanno dimostrato la sua bassa incidenza (0,15 per 10 000 nati vivi), e il sesso più colpito è quello femminile, mentre gli arti mancanti sono in egual misura quelli superiori e quelli inferiori.

## Eziologia
La causa è un mancato sviluppo dell'arto (o arti) durante la quarta settimana di gestazione, legata ad un'anomalia dello sviluppo embrionale. In passato è stato riscontrato che la somministrazione alla madre di talidomide provocava tale malformazione nel nascituro.

## Esami
La presenza di amelìe si esclude mediante ecografia effettuabile intorno alla decima settimana di gravidanza.

## Patologie correlate
Con la presenza dell'amelìa possono associarsi alcune altre malformazioni come l'ipoplasia renale, e atresia anale. Spesso le varie malformazioni sono dovute alla delezione di un unico gene e per questo si parla di sindrome.

## In psicologia
Con lo stesso termine si intende anche l'apatia, sintomo di alcune forme di psicosi.

## In veterinaria
L'anomalia si riscontra anche in altre specie animali.

## Persone con la sindrome tetra-amelia

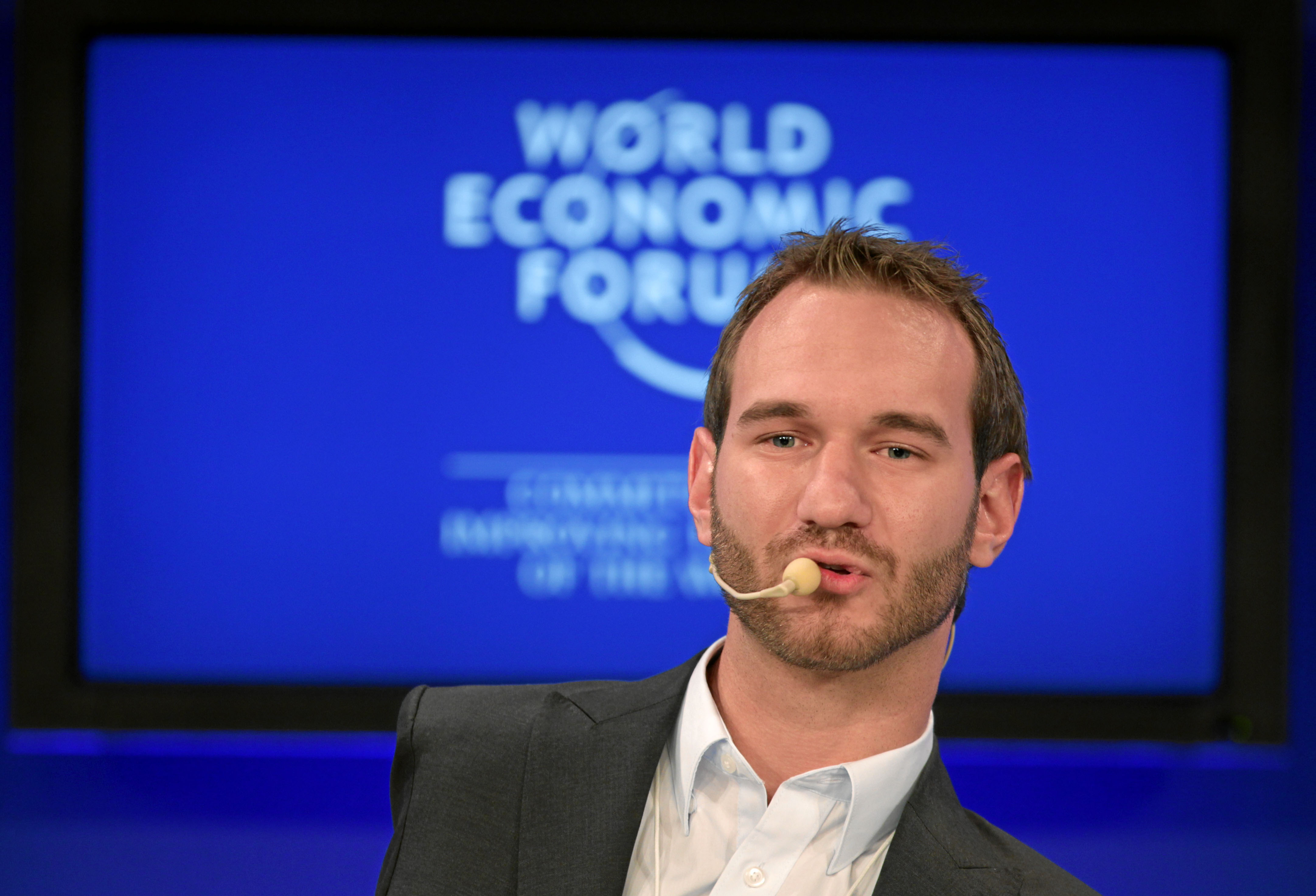
Nick Vujicic, un oratore motivazionale, nato con la sindrome tetra-amelia, interviene durante la sessione "Inspired for a Lifetime" al Meeting annuale 2011 del World Economic Forum a Davos, Svizzera, il 30 gennaio 2011

- Nick Vujicic, fondatore di Life Without Limbs[13]
- Joanne O'Riordan di Millstreet, Cork, Ireland. All'età di 16 anni si è rivolta alle Nazioni Unite a New York. È apparsa prima della conferenza "Ragazze in tecnologia" della International Telecommunication Union, ricevendo una standing ovation dopo aver pronunciato il discorso principale.
- Hirotada Ototake, scrittore sportivo giapponese di Tokyo.
- Prince Randian, attore e circense guyanese naturalizzato statunitense
- Violetta Aloisia Wagner, meglio conosciuta con il nome d'arte Violetta, nata a Hemelingen, in Germania; ha avuto una lunga carriera nella esibizione in pubblico.
- Christian Arndt, protagonista del documentario "Torso Man".
- Rob Mendez, allenatore di football americano.